# Hilbertscher Syzygiensatz
Der hilbertsche Syzygiensatz ist ein mathematischer Satz der Invariantentheorie, den David Hilbert 1890 in seiner Abhandlung „Ueber die Theorie der algebraischen Formen“ (Mathematische Annalen, Band 36, 1900, Seiten 473–534) veröffentlicht hat. Die Fundstelle wird im Folgenden mit MA36 zitiert. Der Syzygiensatz spielt (in den verschiedenen Variationen, die er inzwischen erfuhr) eine wichtige Rolle in der algebraischen Geometrie, der kommutativen Algebra und der Computeralgebra. Er ist der mittlere der drei berühmten Sätze aus Hilberts Königsberger Zeit (Basissatz, Syzygiensatz und Nullstellensatz).

## Einführung
Hilbert hat keinen seiner Sätze Syzygiensatz genannt. Je nach Forschungsschwerpunkt wird man das Theorem III in MA36 oder den Satz (den er nicht weiter bezeichnet) auf der letzten Seite in MA36 als den Syzygiensatz auffassen. Der letzte Satz ist der einzige in der Abhandlung, der den Begriff Syzygie enthält. Das Theorem III hingegen kommt dem modernen Verständnis mehr entgegen. Hilberts Abhandlung in MA36 umfasst 61 Seiten und besteht aus fünf Abschnitten. Im ersten wird der hilbertsche Basissatz wiederholt (Theorem I) und im zweiten erweitert (Theorem II). Der dritte enthält den Syzygiensatz (in seiner „modernen“ Fassung, Theorem III), der vierte handelt von Hilbertfunktionen (Theorem IV) und der fünfte enthält den Syzygiensatz in seiner invariantentheoretischen Ausprägung (er ist spezieller als das Theorem V, das „nur“ die Endlichkeit des vollen Invariantensystems behauptet).

## Wortlaut

### Theorem III
MA36, Seite 492: „Ist ein Gleichungssystem von der Gestalt (13) vorgelegt [{\displaystyle F_{t1}X_{1}+...+F_{tm}X_{m}=0,(t=1,...,m)}], wobei die Glieder algebraische Formen sind, so führt die Aufstellung der Relationen zwischen den Lösungen desselben [Syzygien] zu einem zweiten Gleichungssysteme von der nämlichen Gestalt; aus diesem zweiten abgeleiteten Gleichungssysteme entspringt in gleicher Weise ein drittes abgeleitetes Gleichungssystem. Das so begonnene Verfahren erreicht bei weiterer Fortsetzung stets ein Ende und zwar ist spätestens das {\displaystyle n}-te Gleichungssystem jener Kette [{\displaystyle n} = Zahl der Variablen des Polynomrings] ein solches, welches keine [nicht trivialen] Lösungen mehr besitzt.“ Die [ ]-Zusätze gehören nicht zum Originaltext.

### Syzygiensatz (invariantentheoretisch)
MA36, Seite 534: „Die Systeme der irreduciblen Syzygien erster Art, zweiter Art etc. bilden eine Kette abgeleiteter Gleichungssysteme. Diese Syzygienkette bricht im  Endlichen ab und zwar giebt [sic] es keinenfalls Syzygien von höherer als der {\displaystyle (m+1)}–ten Art, wenn {\displaystyle m} die Zahl der Invarianten des vollen Systems bezeichnet.“

## Erläuterungen
Hilbert versteht unter einer algebraischen Form ein homogenes Polynom in {\displaystyle n} Variablen über einem Körper (gelegentlich auch ein homogenes Polynom mit nur ganzzahligen Koeffizienten), aber auch Summen von Produkten der Koeffizienten des Körpers, ´Variable´ als Parameter aufgefasst (z. B. Determinanten).
Eine Invariante ist eine ganze homogene Funktion der Koeffizienten einer zugrundegelegten algebraischen Form, die gegenüber allen linearen Transformationen der Variablen unverändert bleibt.
Eine Syzygie (aus dem Griechischen sysygia = Paar) ist ein {\displaystyle m}-Tupel {\displaystyle (X_{1},...,X_{m})} in einer Relationen-Gleichung der Form {\displaystyle A_{1}X_{1}+...+A_{m}X_{m}=0}, so dass Syzygie eigentlich nicht „Paar“, sondern „Paargenosse“ bedeutet (nämlich nur ein m-Tupel von zweien, die in Relation treten). Hilbert verwendet Syzygien in Theorem III (die Lösungen seiner Gleichungssysteme), ohne sie so zu nennen. Der Begriff Syzygie besitzt außerhalb der Mathematik noch viele andere Bedeutungen.

## Moderne Formulierungen (Beispiele)
- Klaus Altmann:[1] „Jeder endlich erzeugte {\displaystyle C[x_{1},...,x_{n}]}-Modul hat eine projektive Auflösung der Länge {\displaystyle n}.“
- Uwe Nagel:[2] „Ist {\displaystyle M} ein endlich erzeugter Modul über dem Polynomring {\displaystyle K[x_{o},...,x_{n}]}, so besitzt {\displaystyle M} eine endlich freie Auflösung der Länge {\displaystyle \leq \ n+1}“
- David Eisenbud[3]: „Let {\displaystyle S} be the polynomial ring in {\displaystyle r+1} variables over a field {\displaystyle K}. Any finitely generated graded S-modules {\displaystyle M} has a finite free resolution of length at most {\displaystyle r+1}.“
- „{\displaystyle \mathrm {gldim} (k[X_{1},...,X_{n}])=n}“, wobei {\displaystyle \mathrm {gldim} } für „globale Dimension“ steht, eine Umschreibung, die sich auf den Begriff der projektiven Dimension stützt, der seinerseits etwas mit projektiven Auflösungen zu tun hat.